# Энгквист, Андреас
Андреас Энгквист (швед. Andreas Engqvist; 23 декабря 1987, Стокгольм) — шведский хоккеист, центральный и правый нападающий.

## Карьера
Начинал играть за вторую команду из родного Стокгольма. С сезона 2003/04 — в «Спонге» из второго дивизиона Швеции. Отыграв в юниорской и молодёжной команде, форвард добрался и до основы «Спонги». После успешного сезона 2004/05, в котором Андреас набрал 29 (12+17) очков в 32 матчах, талантливый швед переходит в один из именитых клубов страны — «Юргорден». При переходе в «Юргорден» Энгквиста рассматривали не иначе, как нового Матса Сундина. Проведя сезон 2005/06 в молодёжной команде 21 (7+14) очко в 40 матчах он дебютирует за клуб в Элитсерии, где отыграл один матч. Завершает же сезон Андреас пятью товарищескими матчами за молодёжную сборную Швеции.
В сезоне 2006/07 Энгквист — основной игрок «Юргордена». После 43 игр в которых швед набирает 4 (1+3) очка, Андреас помогает в плей-офф молодёжной команде «Юргордена» завоевать серебро первенства — 7 матчей, 3 заброшенные шайбы и 4 результативные передачи. В сезонах 2007/08 и 2008/09 в Элитсерии швед сыграл 81 матч и набрал 28 (14+14) очков. В сезоне 2009/10 Энгквист являлся уже одним из лидеров клуба, набрав 39 (19+20) очков в 71 матче, включая плей-офф. И как результат — «Юргорден» взял серебряные медали чемпионата. В 2010 году Энгквист в составе сборной Швеции дебютирует на чемпионате мира в Германии. Андреас принял участие в девяти матчах турнира и набрал в них 4 (1+3) очка, внеся вклад в итоговую бронзу.
После успешного дебюта на чемпионате мира подписал контракт с «Монреаль Канадиенс», однако первый сезон в НХЛ ограничивается для шведского форварда лишь тремя проведенными матчами. Основную часть сезона провел в фарм-клубе «Гамильтон Булдогс», с которым занял первое место в дивизионе[каком?] и остановился в плей-офф на стадии полуфинала. Показатели шведа — 34 (14+20) очка в 91 матче сезона.
В сезоне 2011/12, в заключительный контрактный год шведа с «Монреаль Канадиенс», существенного улучшения положения в клубе не происходит. «Монреаль» проваливает сезон, заняв последнее место в Восточной Конференции, и впервые за пять лет не попадает в плей-офф. На счету Энгквиста — 12 матчей за «Монреаль». Основная часть сезона вновь в АХЛ, где он с 43 (20+23) баллами оказывается в числе лучших бомбардиров «Гамильтона». С 2007 года постоянно получал вызов в первую сборную Швеции на товарищеские матчи.

## Достижения
- Бронзовый призёр чемпионата мира в Германии — 2010
- Серебряный призёр шведской Элитсерии — 2010
- Серебряный призёр молодёжного чемпионата Швеции — 2007
- Бронзовый призер Континентальной хоккейной лиги  — 2016